# 帝京山梨看護専門学校
帝京山梨看護専門学校（ていきょうやまなしかんごせんもんがっこう）は、山梨県甲府市にある看護専門学校である。1986年（昭和61年）南アルプス市に設立、2010年（平成22年）より現在の甲府駅北口の新校舎に移転し男女共学となった。

## 教育指針
帝京山梨看護専門学校の教育指針は、看護の対象である人間を理解し、豊かな感性と倫理観を持ち実践的な知識を身につける実学のもと看護専門職として地域の人々の健康生活に貢献できる看護師を育成するである。

## 所在地
- 山梨県甲府市北口二丁目15-4

## 沿革
| 1985年 | 山梨県における老人福祉・医療教育に関する事業を行い、本県の福祉向上・医療の振興に寄与することを目的に財団法人 帝京山梨教育福祉振興会を設立 |
| 1986年 | 帝京山梨看護専門学校 開校 (山梨県中巨摩郡白根町上八田53番地) 看護基礎教育3年課程 総定員240名（女子）                                      |
| 2010年 | 校舎移転 (山梨県甲府市北口二丁目15番4号) 男女共学となる                                                                                   |
| 2013年 | 財団法人 帝京山梨教育福祉振興会 解散 学校法人帝京大学 帝京山梨看護専門学校として登記                                                      |

## 学科
- 看護学科 (3年制)

## 取得できる資格・免許状
- 看護師国家試験受験資格